# Musikjahr 1876
Liste der Musikjahre

◄◄ | ◄ | 1872 | 1873 | 1874 | 1875 | Musikjahr 1876 | 1877 | 1878 | 1879 | 1880 | ► | ►►

Weitere Ereignisse
Dieser Artikel behandelt das Musikjahr 1876.

## Ereignisse
- 06. August: In Prag wird das Nové České Divadlo (deutsch: Neues Tschechisches Theater) eröffnet.
- 13. August: In Bayreuth finden die ersten Richard-Wagner-Festspiele statt. Richard Wagner selbst inszeniert erstmals den kompletten Ring des Nibelungen in einer zusammenhängenden Aufführung. Zu den Gästen gehören Franz Liszt, Anton Bruckner, Karl Klindworth, Camille Saint-Saëns, Peter Tschaikowski, Edvard Grieg, Lew Tolstoi, Paul Lindau, Friedrich Nietzsche und Gottfried Semper, ferner Kaiser Wilhelm I., Kaiser Pedro II. von Brasilien und König Karl von Württemberg. König Ludwig II. von Bayern besucht vom 6. bis zum 9. August die Generalproben und kehrt erst zum dritten und letzten Aufführungszyklus zurück, wobei er sich allen öffentlichen Huldigungen entzieht.

## Instrumentalmusik (Auswahl)
- Johannes Brahms: 1. Sinfonie c-moll op. 68, Uraufführung am 4. November in Karlsruhe unter der Leitung von Felix Otto Dessoff; Streichquartett Nr. 3 B-Dur op. 67
- Alfredo Catalani: Extase! e-Mol (Text: Victor Hugo) für Chor und Orchester
- Antonín Dvořák: Klavierkonzert op. 33, 1876 komponiert und 1878 uraufgeführt; Klaviertrio g-Moll op. 26; Streichquartett E-Dur op. 27; Tema con Variazioni op. 36 (Klaviermusik); Klänge aus Mähren op. 29, Duette für Sopran und Alt; Abendlieder op. 31, nach Vítězslav Hálek
- August Klughardt: Sinfonie Nr. 2 f-Moll op. 34
- Edmund Kretschmer: Laudate Dominum, Oster-Motette, zwei Motetten für achtstimmigen gemischten Chor, op. 17
- Jacques Offenbach: American Eagle Waltz
- Nikolai Andrejewitsch Rimski-Korsakow: Streichsextett A-Dur
- Camille Saint-Saëns: Allegro appassionato op. 43
- Pjotr Iljitsch Tschaikowski: Slawischer Marsch b-Moll op. 31; Streichquartett Nr. 3 es-Moll op. 30; Die Jahreszeiten, zwölf Charakterstücke op. 37a (Klaviermusik)
- Charles-Marie Widor: Concerto [no 1] pour piano et orchestre op. 39
- Hugo Wolf: Klaviersonate g-Moll op. 14, nur erster Satz erhalten; Klaviersonate G-Dur op. 8

## Musiktheater
- 05. Januar: Am Carltheater in Wien hat Franz von Suppés dreiaktige Operette Fatinitza nach einem Libretto von Camillo Walzel und Richard Genée ihre Uraufführung.
- 16. Januar: Die Uraufführung der romantischen Oper Die Hochländer von Franz von Holstein findet in Mannheim statt.
- 13. Februar: Die Uraufführung der Oper Angelo von César Cui erfolgt in Moskau.
- 24. Februar: Henrik Ibsens dramatisches Gedicht Peer Gynt wird mit Edvard Griegs Bühnenmusik im Christiania Theater in Christiania, dem heutigen Oslo, uraufgeführt.
- 18. März Uraufführung der komischen Oper Joconde von Carl Zeller im Theater an der Wien in Wien.
- 08. April: Die Uraufführung der Oper La Gioconda von Amilcare Ponchielli findet mit großem Erfolg am Teatro alla Scala in Mailand statt. Das Libretto stammt von Arrigo Boito unter dem Pseudonym Tobia Gorrio, nach dem Schauspiel Angelo, tyran de Padoue von Victor Hugo. Die Oper bleibt der einzige Erfolg des Komponisten.
- 16. August: Im Bayreuther Festspielhaus findet unter der Leitung von Hans Richter die Uraufführung der Oper Siegfried, des zweiten Tages der Tetralogie Der Ring des Nibelungen von Richard Wagner, statt.
- 17. August: Die Oper Götterdämmerung hat im Rahmen der ersten Bayreuther Festspiele ihre Uraufführung.
- 30. August: Mit der dritten Aufführung der Oper Götterdämmerung werden die ersten Bayreuther Festspiele beendet.
- 24. Oktober: Die Uraufführung der komischen Oper Der Seekadett von Richard Genée findet am Theater an der Wien in Wien statt.
- 04. November: Die Oper Nikola Šubić-Zrinjski von Ivan Zajc (Musik) mit einem Libretto von Hugo Badalić nach Theodor Körners Trauerspiel Zriny (1812) wird im Kroatischen Nationaltheater in Zagreb uraufgeführt.
- 07. November: Die Oper Der Kuß von Bedřich Smetana wird in Prag uraufgeführt.
- 06. Dezember: am Mariinski-Theater in Sankt Petersburg erfolgt die Uraufführung der Oper Wakula der Schmied (Urfassung von Pantöffelchen oder Tscherewitschki) von Pjotr Tschaikowski.

Weitere Bühnenwerksuraufführungen
- Léo Delibes: Sylvia (Ballett)

## Vokalmusik
- Anton Bruckner, Das hohe Lied, WAB 74
- Pietro Abbà Cornaglia: Messa da Requiem, Uraufführung im Turiner Dom

## Geboren

### Januar bis Juni
- 01. Januar: Eduardo Dagnino, italienischer Komponist, Musikwissenschaftler und Schachspieler († 1944)

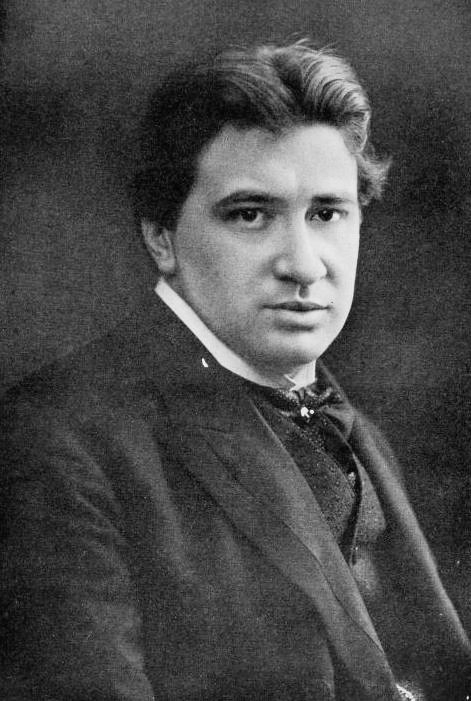
Ermanno Wolf-Ferrari; * 12. Januar

- 12. Januar: Ermanno Wolf-Ferrari, deutsch-italienischer Komponist († 1948)
- 18. Januar: Rodolphe Plamondon, kanadischer Sänger, Cellist und Musikpädagoge († 1940)
- 20. Januar: Lucien Boyer, französischer Chansonnier und Komponist († 1942)
- 20. Januar: Józef Hofmann, polnisch-amerikanischer Pianist († 1957)
- 23. Januar: Otto Hollstein, deutscher Musiker und Komponist († 1961)
- 23. Januar: Wilhelm Zehle, deutscher Komponist und Dirigent († 1956)
- 27. Januar: Karl Stiegler, österreichischer Hornist und Professor († 1932)
- 29. Januar: Havergal Brian, englischer Komponist († 1972)
- 29. Januar: Ludolf Nielsen, dänischer Komponist († 1939)
- 29. Januar: Pedro Sinzig, Franziskaner, brasilianischer Schriftsteller, Journalist und Komponist († 1952)
- 01. Februar: Clemens Schultze-Biesantz, deutscher Verleger und Komponist († 1935)
- 23. Februar: Camille Couture, kanadischer Violinist, Musikpädagoge und Geigenbauer († 1961)
- 28. Februar: John Alden Carpenter, US-amerikanischer Komponist († 1951)
- 11. März: Carl Ruggles, US-amerikanischer Komponist († 1971)
- 21. März: José de Jesús Ravelo, dominikanischer Komponist und Musikpädagoge († 1951)
- 25. März: Heinrich Ulrich, deutscher Glockengießer († 1924)
- 07. April: Teresa del Riego, englische Pianistin, Geigerin und Komponistin († 1963)
- 09. April: Karl Kindsmüller, deutscher Kirchenmusiker, Priester und Gymnasiallehrer († 1955)
- 14. April: Dario Saavedra, surinamischer Pianist und Komponist († 1909)
- 14. April: Amédée Tremblay, kanadischer Organist, Komponist und Musikpädagoge († 1949)

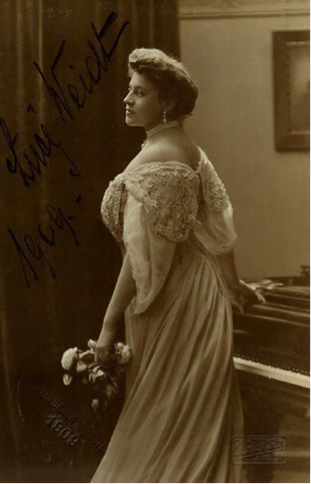
Lucie Weidt; * 11. Mai

- 11. Mai: Lucie Weidt, österreichische Opernsängerin († 1940)
- 13. Mai: Raoul Laparra, französischer Komponist († 1943)
- 17. Mai: Carrie Tubb, englische Sopranistin († 1976)
- 29. Mai: Marguerite Hasselmans, französische Pianistin († 1947)
- 01. Juni: Heinrich Möller, deutscher Musikschriftsteller und Musikwissenschaftler († 1958)
- 02. Juni: Hakon Børresen, dänischer Komponist († 1954)
- 05. Juni: Anton Günther, Volksdichter und Sänger des Erzgebirges († 1937)
- 05. Juni: Heinrich Martens, deutscher Musikpädagoge († 1964)
- 05. Juni: Anthony Jackson, US-amerikanischer Pianist, Sänger und Komponist († 1920)
- 11. Juni: Alfred Schattmann, polnischer Komponist und Musikschriftsteller deutscher Herkunft († 1952)
- 12. Juni: Narciso Garay Díaz, panamaischer Komponist, Violinist, Musikwissenschaftler und Diplomat († 1953)
- 19. Juni: Johannes Reichert, deutscher Komponist, Dirigent und Musikdirektor († 1942)
- 22. Juni: Max P. Pottag, deutscher Hornist († 1970)
- 22. Juni: José Rolón, mexikanischer Komponist († 1945)
- 27. Juni: Pauline Powell Burns, US-amerikanische Malerin und Pianistin († 1912)

### Juli bis Dezember
- 14. Juli: Agnes Nicholls, britische Sängerin († 1959)
- 17. Juli: Marfa Semjonowna Krjukowa, russische bzw. sowjetische Erzählerin und Sängerin († 1954)
- 23. Juli: Aino Ackté, finnische Sopranistin († 1944)
- 29. Juli: William Henry Reed, englischer Geiger, Komponist, Dirigent und Musikpädagoge († 1942)
- 03. August: Luis Felipe Arias, guatemaltekischer Pianist und Komponist († 1908)
- 06. August: Mortimer Wilson, US-amerikanischer Komponist († 1932)
- 07. August: Mata Hari, niederländische Tänzerin, Kurtisane und Spionin während des Ersten Weltkrieges († 1917)
- 28. August: Karl Kobald, österreichischer Musikkritiker, -schriftsteller und Jurist († 1957)
- 28. August: Fermo Dante Marchetti, italienischer Komponist († 1940)
- 07. September: Louis Marie François Andlauer, französischer Organist und Komponist († 1915)
- 11. September: Alfonso Broqua, uruguayischer Komponist († 1946)
- 15. September: Nikolai Sergejew, russischer Tänzer († 1951)

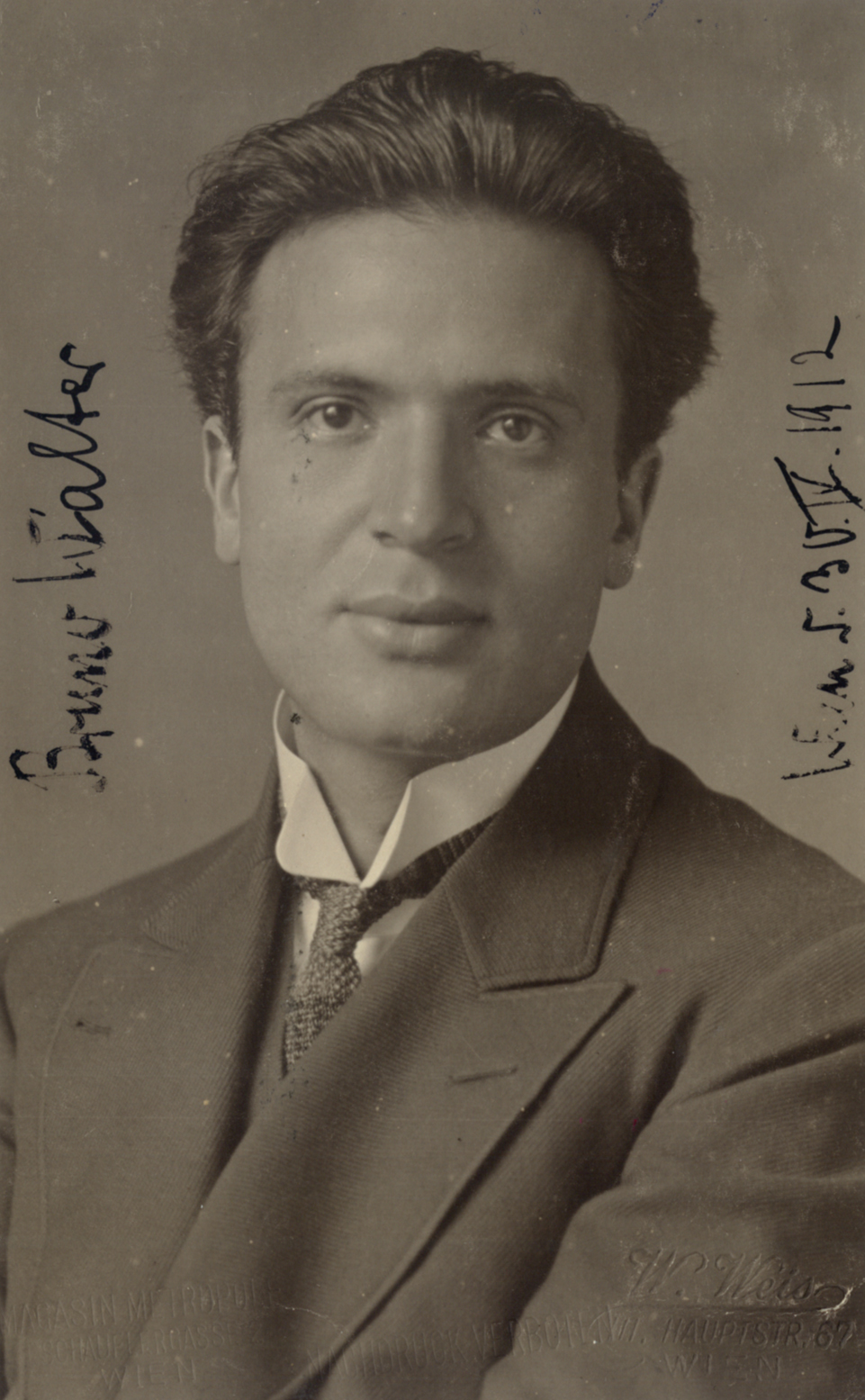
Bruno Walter; * 15. September

- 15. September: Bruno Walter, US-amerikanischer Dirigent, Pianist und Komponist († 1962)
- 23. September: Michael Dachs, deutscher Komponist und Musiktheoretiker († 1941)
- 01. Oktober: Willi Ostermann, deutscher 'Liedermacher' und Karnevalist († 1936)
- 05. Oktober: Lola Artôt de Padilla, französisch-spanische Sopranistin († 1933)
- 22. Oktober: Fiddlin’ Sam Long, US-amerikanischer Old-Time-Musiker († 1931)
- 26. Oktober: Lino Gutiérrez, venezolanischer Komponist, Musiker und Musikpädagoge († 1984)
- 30. Oktober: Marie-Louise Müller-Weiss, Hofopernsängerin, Ehefrau des E.R.Weiss, Kammersänger († 1935)
- 30. Oktober: Maurice Vaumousse, französischer Maler und Geiger († 1961)
- 31. Oktober: Georges Barrère, französischer Flötist († 1944)
- 02. November: Eugeniusz Morawski-Dąbrowa, polnischer Komponist († 1948)

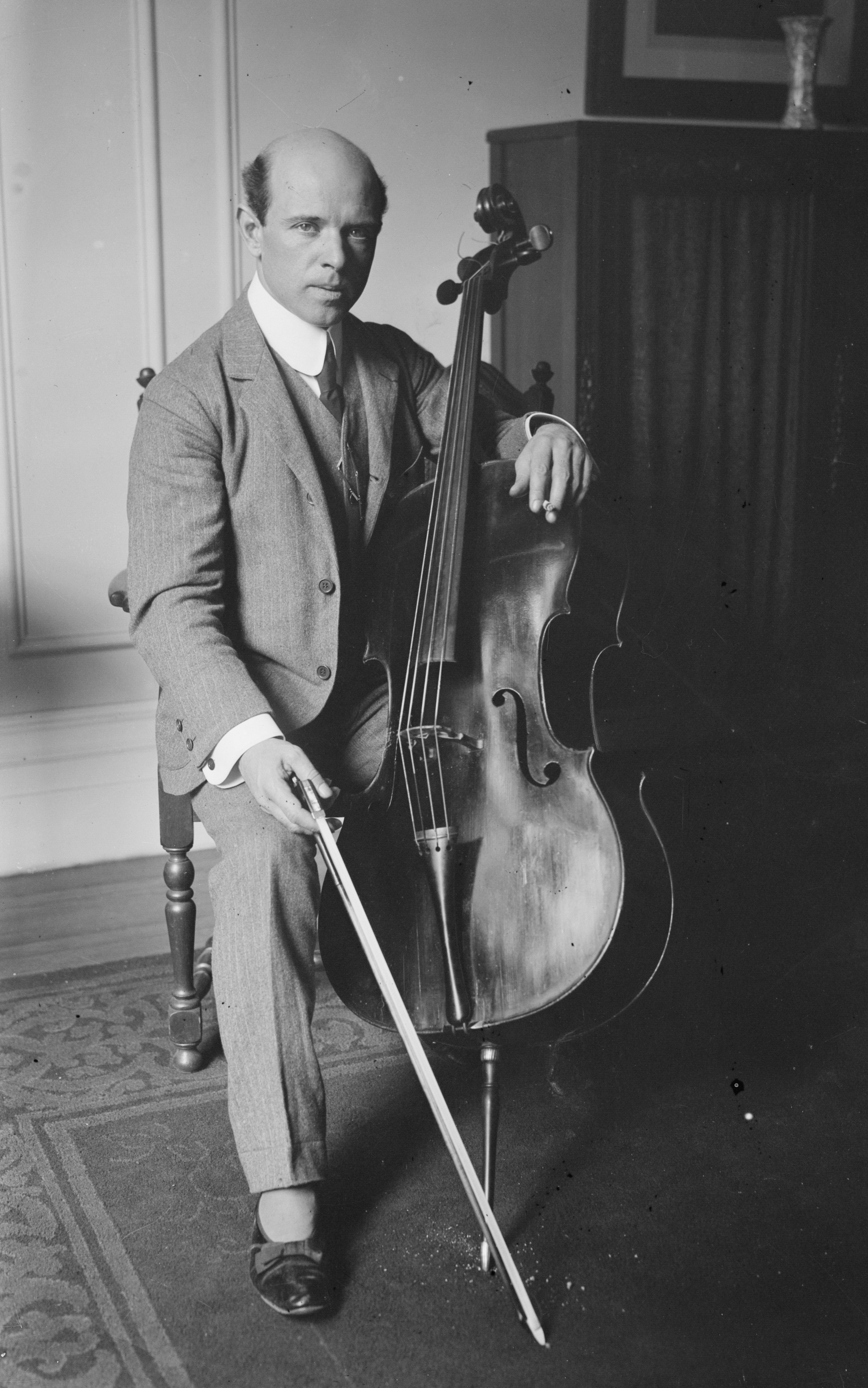
Pablo Casals; * 29. Dezember

- 08. November: Rudolf von Weis-Ostborn, österreichischer Dirigent und Komponist († 1962)
- 14. November: Hermann Ludwig Blankenburg, deutscher Komponist († 1956)
- 23. November: Manuel de Falla, spanischer Komponist († 1946)
- 11. Dezember: Mieczysław Karłowicz, polnischer Komponist († 1909)
- 15. Dezember: Yoshizumi Kosaburō IV., japanischer Balladensänger († 1972)
- 19. Dezember: Carlo Gatti, italienischer Komponist und Musikschriftsteller († 1965)
- 22. Dezember: Janina Korolewicz-Waydowa, polnische Opernsängerin und Musikpädagogin († 1955)
- 29. Dezember: Pablo Casals, spanischer Cellist, Komponist und Dirigent († 1973)
- 29. Dezember: Alfred Lamoureux, kanadischer Komponist und Musikpädagoge († 1954)

### Genaues Geburtsdatum unbekannt
- Lina Drechsler Adamson, kanadische Geigerin und Musikpädagogin († 1960)
- Willy Beutler, deutscher Opernsänger und Schauspieldirektor († 1919)

## Gestorben

### Todesdatum gesichert

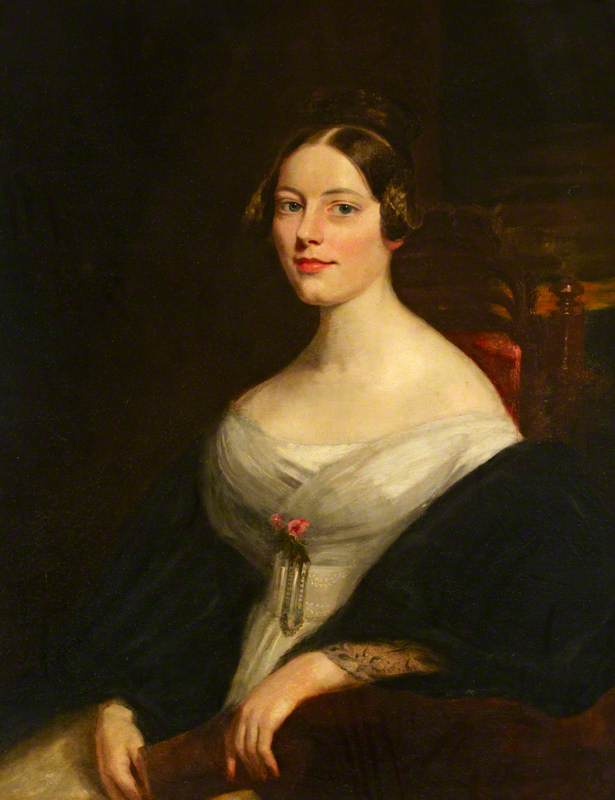
Mary Shaw; † 9. September

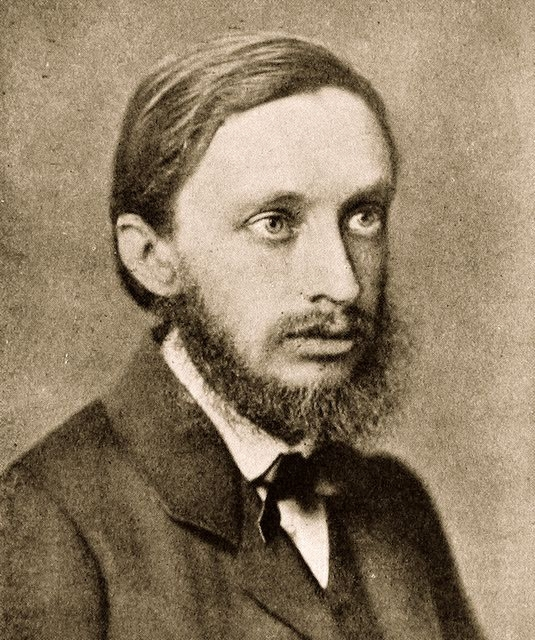
Hermann Goetz; † 3. Dezember

- 08. Januar: Adolphe Deloffre, französischer Dirigent und Geiger (* 1817)
- 17. Februar: Heinrich Gottwald, deutscher Musiker, Komponist und Musikschriftsteller (* 1821)
- 28. Februar: Raimondo Boucheron, italienischer Komponist (* 1800)
- 04. März: Alfred Holmes, englischer Geiger und Komponist (* 1837)
- 19. März: Józef Stefani, polnischer Komponist (* 1800)
- 06. April: Charlotte Mangold, deutsche Sängerin und Gesangslehrerin (* 1794)
- 26. April: Andreas Späth, deutscher Komponist (* 1790)
- 20. Juni: Joseph Nesvadba, böhmischer Komponist und Dirigent (* 1822)
- 28. Juni: August Wilhelm Ambros, österreichischer Musikkritiker und Komponist (* 1816)
- 09. September: Mary Shaw, englische Sängerin (* 1814)
- 17. September: Franz Weber, deutscher Dirigent, Musiklehrer und Domorganist (* 1805)
- 28. September: August Ludwig Lua, deutscher Schriftsteller, Lied- und Bühnenautor (* 1819)
- 07. Oktober: George Cooper, englischer Organist und Musikpädagoge (* 1820)
- 09. November: Édouard Baptiste, französischer Komponist, Organist und Musikpädagoge (* 1820)
- 03. Dezember: Hermann Goetz, deutscher Komponist (* 1840)

### Genaues Todesdatum unbekannt
- José Antonio Gómez y Olguín, mexikanischer Organist, Komponist und Musikpädagoge (* 1805)
- Atanasio Bello Montero, venezolanischer Geiger, Dirigent, Operndirektor und Komponist (* 1800)
- Simon Anton Zimmermann, deutscher Dirigent, Chorleiter und Komponist (* 1807)